# Fungible
Fungible Inc. ist ein US-amerikanisches Technologieunternehmen aus Santa Clara in Kalifornien, das Hardware und Software entwickelt um die Performance, Zuverlässigkeit und Wirtschaftlichkeit von Rechenzentren zu verbessern.

## Geschichte
Das Unternehmen wurde im Jahr 2015 gegründet von Pradeep Sindhu (Mitbegründer von Juniper Networks) und Bertrand Serlet (früherer Senior Vice President von Apple).
Im Februar 2017 sammelte das Unternehmen 32 Millionen USD in einer Serie-A-Runde unter der Leitung von Mayfield Fund, Walden Riverwood Ventures und Battery Ventures. 
Im Mai sammelte das Unternehmen weitere 60 Millionen USD in einer Serie-B-Runde unter der Leitung von Samsung Catalyst Fund und Redline capital.
Im Juni 2019 sammelte das Unternehmen 200 Millionen USD in einer Serie-C-Runde unter der Leitung von SoftBank Vision Fund in Zusammenarbeit mit Norwest Venture Partners und den bisherigen Investoren.

## Produkte
Fungible entwickelt Datenprozessoren (englisch data processing unit, kurz DPU). Dabei handelt es sich um eine neue Art von Mikroprozessoren, die datenzentrierte Aufgaben in Rechenzentren beschleunigen.
Ein Datenprozessor steuert die Datenübertragung zwischen Netzwerkkarten, Speichergeräten, CPU und Grafikprozessor. Hierfür wird ein eigenes Betriebssystem eingesetzt (englisch data plane operating system). 
Der Datenprozessor sendet und empfängt Datenpakete, übernimmt die Verschlüsselung und Komprimierung der Daten und kann auch als Firewall fungieren.